# Mirsini Zormba
Mirsini Zormba, gr. Μυρσίνη Ζορμπά (ur. 7 lutego 1949 w Atenach, zm. 20 kwietnia 2023) – grecka polityk, działaczka na rzecz praw dziecka, od 2000 do 2004 posłanka do Parlamentu Europejskiego, od 2018 do 2019 minister kultury.

## Życiorys
Ukończyła studia prawnicze na Uniwersytecie w Atenach. Kształciła się następnie z filozofii prawa na Uniwersytecie Rzymskim – La Sapienza. Na Uniwersytecie Panteion w Atenach uzyskała doktorat. Pracowała m.in. jako publicystka i tłumaczka. Była doradcą ministra kultury (1994–1995) i dyrektorem narodowego centrum książki w greckiej stolicy (1995–1999).
W 2000 z ramienia Panhelleńskiego Ruchu Socjalistycznego objęła mandat posłanki do Parlamentu Europejskiego V kadencji. Należała do grupy socjalistycznej, pracowała m.in. w Komisji Przemysłu, Handlu Zewnętrznego, Badań Naukowych i Energii. W PE zasiadała do 2004.
Po odejściu z Europarlamentu zajęła się pracą naukową. Wykładała m.in. na Uniwersytecie w Atenach. W 2004 została prezesem pozarządowej organizacji zajmującej się prawami dziecka. W sierpniu 2018 dołączyła do administracji rządowej, premier Aleksis Tsipras powierzył jej wówczas funkcje ministra kultury. Funkcję tę pełniła do lipca 2019.